# În arșița nopții (film)
În arșița nopții  (titlu original: în engleză In the Heat of the Night) este un film american din 1967 regizat de Norman Jewison și produs de Walter Mirisch. Rolurile principale au fost interpretate de actorii Sidney Poitier și Rod Steiger. A câștigat Premiul Oscar pentru cel mai bun film și pentru cel mai bun actor (Rod Steiger). Scenariul este scris de Stirling Silliphant după un roman omonim de John Ball. Filmul a avut două continuări, They Call Me Mister Tibbs! în 1970 și Organizația în 1971. 

## Prezentare
Prezintă povestea lui Virgil Tibbs, un detectiv de culoare al poliției din Philadelphia, care se implică în investigația unei crime într-un mic oraș din Mississippi.

## Distribuție
- Sidney Poitier – Virgil Tibbs
- Rod Steiger – Gillespie
- Warren Oates – Sam Wood
- Lee Grant – Mrs. Colbert
- Larry Gates – Endicott
- James Patterson – Mr. Purdy
- William Schallert – Mayor Schubert
- Beah Richards – Mama Caleba
- Peter Whitney – Courtney
- Kermit Murdock – Henderson
- Larry D. Mann – Watkins
- Matt Clark – Packy
- Arthur Malet – Ulam
- Quentin Dean – Delores
- Scott Wilson – Harvey Oberst
- Timothy Scott – Shagbag
- William C. Watson – McNeil
- Eldon Quick – Charles Hawthorne
- Stuart Nisbet – Shuie
- Peter Masterson – Fryer
- Jester Hairston v butler
- Anthony James – Ralph
- Harry Dean Stanton – polițist  (nemenționat)
- Clegg Hoyt – polițist (ultimul său rol, a decedat la două luni după premiera filmului) (nemenționat)

## Literatură
- Ball, John, În arșița nopții, tradus de Virgil Gheorghiță, București, 1978: Editura Univers, Colecția Enigma, 160 pag.;